# Termància
Termància o Emília Materna Termància, en llatí, Aemilia Materna Thermantia va ser una dama romana, la segona esposa de Flavi Honori, emperador romà d'Occident.
Era filla del general romà Estilicó, magister militum, i de Flàvia Serena, neboda i filla adoptiva de Teodosi el Gran. Tenia una germana, Maria, i un germà, Euqueri.
Maria s'havia casat amb Flavi Honori l'any 398, però va morir el 407, i a principis del 408 Termància va substituir la seva germana i es va casar amb l'emperador. Zòsim diu que tant Flàvia Serena com Honori volien el casament, però que Estilicó s'hi oposava. Flàvia Serena, que no volia perdre el poder que havia tingut pel matrimoni de la seva primera filla que havia mort sense fills, va aconseguir convèncer Honori dels beneficis d'aquest casament. Aquell mateix any, Estilicó va ser acusat de conspiració i de voler instal·lar al tron de l'imperi al seu fill Euqueri, i els dos van ser fets presoners i morts. Honori va fer marxar Termància de Ravenna i la va enviar amb la seva mare a viure a Roma. Segurament se'n va divorciar. Termància va morir l'any 415, i va ser enterrada amb la seva germana prop de la basílica de Sant Pere del Vaticà. Zòsim creia que les dues germanes, Termància i Maria, van morir verges.